# Не было печали (роман)
Не было печали (норв. Sorgenfri, другие названия —  Богиня мести, Немезида) — детективный роман норвежского писателя Ю Несбё, вышедший в 2002 году. Четвёртый в серии романов о Харри Холе.

## Сюжет
Старший инспектор Харри Холе с инспектором Халворсеном несколько месяцев занимаются поисками настоящего убийцы их коллеги Эллен Йельтен. В Осло совершается дерзкое ограбление банка с убийством его сотрудницы. Харри направляют в отдел по раскрытию грабежей для совместного поиска грабителя и убийцы, окрещённого Забойщиком. Там Холе знакомится с Беате Лённ, молодой сотрудницей полиции с феноменальной памятью на лица, чей отец-полицейский погиб при ограблении банка.
Пока Ракель Фёуке, возлюбленная Холе, дожидается в Москве суда по делу об опеке над её сыном Олегом, Харри встречает одну из своих бывших любовниц Анну Бетсен, художницу, проживавшую на улице Соргенфри-гате. Она приглашает его к себе, а наутро Холе просыпается у себя дома и не может вспомнить событий прошлого вечера. Когда его вызывают на убийство женщины, Холе понимает, что речь идёт о Бетсен. Хотя всё выглядит как самоубийство, Харри не верит в это и пытается найти истинного убийцу Анны.
Бетсен оказывается племянницей легенды преступного мира цыгана Расколя Баксхета, отбывающего наказание в тюрьме «Ботсен». В обмен на возможность раскрытия убийства Анны Расколь соглашается помочь в поимке Забойщика. 